# Secretul
„Secretul” (engleză: The Secret) este o povestire științifico-fantastică scrisă de autorul britanic Arthur C. Clarke.  A apărut inițial ca "The Secret of the Men on the Moon"  în revista This Week din 11 august 1963. „Secretul” a fost publicată în colecția de povestiri The Wind from the Sun (1972).
În limba română a fost tradusă de Mihai-Dan Pavelescu  și a apărut în colecția de povestiri Lumina întunericului din 2002 în Colecția Sci-Fi a Editurii Teora.